# 山口光朔

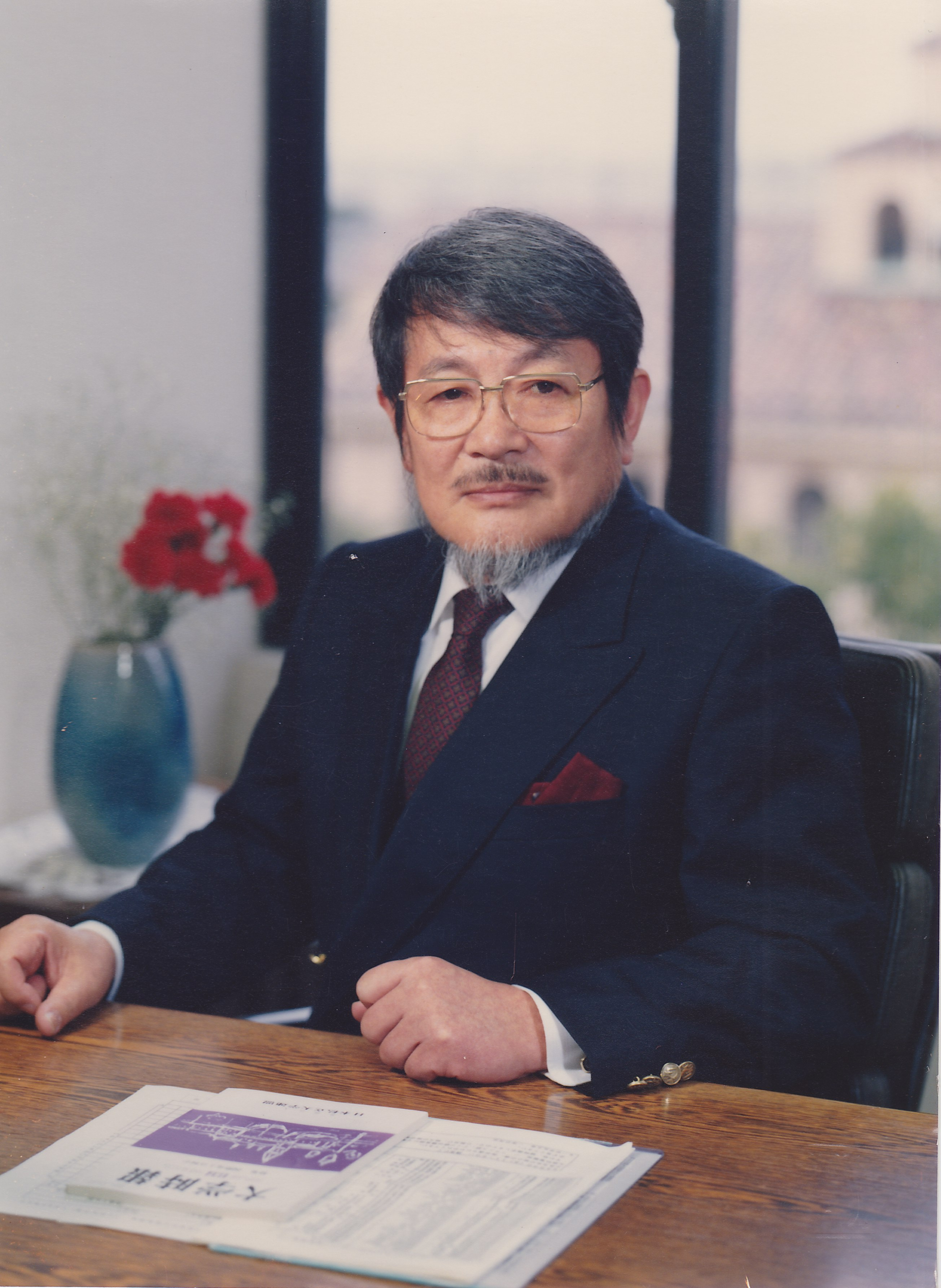
晩年の肖像

山口 光朔（やまぐち こうさく、1926年10月16日 - 1993年8月20日）は、日本の歴史学者。神戸女学院大学名誉教授。

## 略歴
兵庫県神戸市主まれ。神戸YMCAの主事だった山口一郎の長男として生まれた。御影教会で受洗。海軍兵学校在籍中に江田島から原爆投下された広島へ救援に行き二次被爆。
戦後すぐに京都教会に移り、その夏教会のキャンプで妹、鼎（かなえ）が水死。青年会の責任者であった竹中正夫と光朔は遺体を挟んで無言で一夜を過ごした。これが2人の最初の出会いであったという。京都大学大学院在学中に、豪僧といわれた八代斌助日本聖公会総裁主教の次女、洋子と結ばれる。八代主教の桃山学院大学設立を手伝い、主教の死後、神戸女学院大学に移った。
1949年京都大学文学部卒業。ミシガン大学・ワシントン大学大学院に留学。桃山学院大学教授、カリフォルニア大学客員教授、ブリッジポート大学客員教授などを歴任。その後、神戸女学院大学教授、学生部長、文学部長、学長、院長代行を経て1992年定年退職、神戸女学院大学名誉教授。
米国ロックフォード大学名誉博士、中国・広州外国語学院顧問教授、インドネシア・フン・ハッタ大学名誉教授。また、オリンピア幼稚園理事長・園長、アジア協会・アジア友の会理事、神戸YMCA理事、トインビー市民の会関西代表などと幅広く活躍。
1993年8月20日、腎臓癌のため死去。

## 人物
- 神戸聖ミカエル教会信徒代表で、日本人でアーノルド・J・トインビーの唯一の直弟子だった。
- 広島での被爆体験から、カリフォルニア大学バークレー校客員教授時代にベトナム戦争への反戦運動に携わり、指導的役割を果たした。
- PHD協会理事、アジヤ協会理事、ベンポスタサーカス関西実行委員長、先輩に当たる元神戸YMCA総主事今井鎮雄などの協力を得て市民運動家としても活躍し、NGO・NPO代表の草地賢一らを育てた。

## 著書
- 『異端の源流 中江兆民の思想と行動』（法律文化社（かわずブックス） 1961年 ）
- 『狂気のアメリカ 80年代への序曲』（教文館 1971年）
- 『現代アメリカ論 新しい時代の胎動』（法律文化社 1977年5月）
- 『近代日本キリスト教の光と影』（教文館 1988年4月）
- 『地球時代を考える 21世紀への課題』（創元社 1992年4月）

### 共著編
- 『東大寺』（平岡定海共著 社会思想研究会出版部（現代教養文庫） 1960年）
- 『近代日本の考え方』（小山仁示共編 法律文化社 1971年）
- 『回想の八代斌助』（八代欽一共編 法律文化社 1976年）

### 翻訳
- 『トインビー批判 その史観の発展のために』（社会思想研究会出版部（社会思想全書） 1959年）
- アーノルド・J.トインビー『戦争と文明』（山本新共訳 社会思想研究会出版部（社会思想全書） 1959年）
- アーノルド・J.トインビー『現代宗教の課題 世界諸宗教とキリスト教』（YMCA同盟出版部（現代基督教思想選書） 1960年）
- オールコック『大君の都 幕末日本滞在記』（岩波文庫 全3巻 1962年）、重版多数
- トインビー『回想録』全2巻（増田英夫共訳、社会思想社 1969-70年）、原書はオックスフォード大学出版局
- トインビー『歴史と現代・未来 G.R.アーバンとの対話』（社会思想社 1976年）
- 『トインビー著作集 補 人類と母なる大地』（増田英夫共訳、社会思想社 1979年）

## 参考
- 著書掲載略年譜